# Xinpu, Honghuagang
Xinpu (kinesiska: 新浦, 新浦镇) är en köping i Kina. Den ligger i provinsen Guizhou, i den sydvästra delen av landet, omkring 120 kilometer norr om provinshuvudstaden Guiyang.